# Рупрехт (Свещена Римска империя)
Рупрехт (на немски: Ruprecht III; * 5 май 1352, Амберг, † 18 май 1410, замък Ландскрон при Опенхайм) от династията Вителсбахи е от 1400 до 1410 г. римско-немски крал и като Рупрехт III фон дер Пфалц от 1398 до 1410 г. пфалцграф и курфюрст на Пфалц.

## Произход и брак
Син е на курфюрст Рупрехт II от Пфалц и неговата съпруга Беатрикс от Сицилия-Арагон. Брат е на Анна фон Пфалц.
Рупрехт III се жени на 27 юни 1374 г. в Амберг за бургграфиня Елизабет от Хоенцолерн (1358 – 1411), дъщеря на бургграф Фридрих V от Нюрнберг и съпругата му маркграфиня Елизабет фон Майсен и Тюрингия.

## Избор за германски крал
През 1385/1386 г. Рупрехт предприема пътуване до Прусия. Заедно с майнцския архиепископ Йохан II фон Насау той е начело на князете, които на 20 август 1400 г. в Оберланщайн свалят крал Вацлав IV.
На следващия ден е избран с гласовете на тримата архиепископски куркнязе (Майнц, Трир, Кьолн), за нов крал. Могъщите Люксембурги не признават неговия избор. Папа Бонифаций IX, заради Люксембургите, не го признава за крал.

### Сваляне на Вацлав
След династията Хоенщауфен, никой римско-германски владетел не успява да има син, избран за негов наследник преживе. Това е постигнато отново за първи път през 1376 г. от Карл IV, чийто син Вацлав IV е избран за крал през 1376 г., докато Карл е все още жив. Въпреки това, Вацлав, който управлява от смъртта на баща си през 1378 година, се фокусира все повече върху своето Кралство Бохемия през следващите години и не показва присъствие в другите области на империята. Постоянното отсъствие на Вацлав води до факта, че той е политически дистанциран от избирателите-курфюрсти на Рейн (архиепископите на Майнц, Кьолн и Трир, както и граф палатина на Пфалц).
И в Бохемия управлението на Вацлав изпада в криза. Вацлав е заловен на 8 май 1394 година от бохемската аристократична опозиция и след това затворен. Курфюрстите се държат лоялно и използват силите си за освобождаването му. Рупрехт пристига начело на армия от Горен Пфалц в Бохемия и успява да постигне освобождаването на Вацлав. Вместо да даде на самите избиратели валсат в служба на краля и империята, Венцел назначава своя полубрат Сигизмунд за имперски викарий през 1396 г. за неопределен период от време с кралски правомощия. Това коренно повлиява на имиджа на курфюрстите-избиратели и тяхната роля при избора на краля.
Не може да бъде постигнато споразумение с Вацлав. Следователно от средата на 1390-те избирателите все повече преследват собствените си интереси. Рейнските принцове се опитат да спечелят останалите императорски принцове с писмени договори и обещания за военна помощ.
На 24 октомври 1396 г. граф палатинът Рупрехт II сключва т. нар. Договор от Опенхаймер с тогавашния каноник от Майнц Йохан II фон Насау, който принадлежи от графска династия, близка до краля, тази на Адолф Насауски, вече веднъж назначен за крал в империята. Йохан е поддържан от архиепископа на Майнц. Започват, така наречените „безцелни“ заседателни дни, които се провеждат няколко пъти, и имат за цел да увеличат съпротивата срещу Вацлав и да го заставят да изпълнява задълженията си към църквата и империята.
През май 1397 г. различни императорски принцове се събират във Франкфурт на среща, свикана по инициатива на архиепископите на Кьолн, Трир и граф палатина на Пфалц.
През месеците преди Вацлав да бъде свален от власт и новите избори, които последват, консенсусът между избирателите от Рейн вече не е просто визуализиран чрез символични форми на изразяване, а по-скоро подробно описан в писмен вид чрез обширни споразумения за съюзи, обещания за помощ и подкрепа.
Избирателите на Пфалц, както и Майнц и Кьолн, сключват официално споразумение на конгреса на кюрфюрстите на 11 април 1399 г. , в което се ангажират с общ съюз за цял живот. Те искат да действат заедно по църковни и имперски въпроси и категорично заявяват, че ще се противопоставят заедно на Венцел. През юни херцогът на Саксония-Витенберг се присъединява към Рупрехт, а на 15 септември архиепископ Вернер от Трир влиза също в съюза. Напразен е обаче опитът за регионално влиятелни градове или папа Бонифаций IX да спечелят отлагане в полза на Вацлав.
В края на май 1400 г. избирателите от Рейн и други принцове се срещат във Франкфурт. Тази среща е връхната точка за изборните дейности „според политическите изисквания, големината на групата участници и степента на институционализация“. Не само присъстват техни последователи, но и представители на имперските градове и пратеници от Англия, Франция и Кастилия. На 11 август Венцел е помолен да се премести в официалното седалище Майнц в Оберлахнщайн . В контекста на преговорите във Франкфурт обаче вече има спор за възможен нов крал.
Курфюрстът Рудолф от Саксония предлага своя зет Фридрих I, херцог на Брауншвайг и Люнебург, но архиепископ Йохан II от Майнц предпочита Рупрехт. Има спор. Фридрих си заминава, но е убит на 5 юни 1400 г. близо до село Клейненглис (южно от Фритцлар) от граф Хайнрих VII фон Валдек и неговите последователи Фридрих фон Хертингсхаузен и Конрад фон Фалкенберг. Мотивите за убийството могат да бъдат обяснени с локални конфликти между графовете Валдек и гвелфите около Люнебург. Обаче подозрението възниква „сякаш рейнската опозиция иска да използва брутално насилие, за да елиминира князе, които не се съгласяват с техните имперски политически планове“. По-късно Рупрехт се включва лично в уреждането на конфликта като крал: като изкупление кара да се извърши меса до основата в колегиалната църква „ Свети Петър” във Фритцлар. В ролята си на миротворец обаче Рупрехт не може да отбележи никакъв успех, тъй като през лятото на 1402 г. продължават въоръжените сблъсъци между конфликуващите страни.
В седмиците след нападението, опозицията на Венцел от страна на Рейн все повече губи поддръжници. В началото на август 1400 година избирателите от Рейн се събират в Оберлахнщайн за свалянето и нови избори, но подкрепата за Вацлав е сведена до минимум. В допълнение към някои графове и синьори се появявят Фридрих VI фон Нюрнберг и синът на Рупрехт Стефан, които са само двама представители на имперските принцове. Херцогът на Саксония и Йобст от Моравия, като притежатели на вота за гласуване в Бранденбург, не присъстват. Четиримата избиратели от Майнц, Кьолн, Трир и Пфалц изчакват демонстративно закъснелите избиратели или Венцел, който също е поканен.
На 20 август 1400 г. те обявяват, че Вацлав следва да бъде свален от кралската си власт като „безполезен, мързелив, небрежен и недостоен господар на империята“ и оправдават тази мярка с отговорността си за империята. Венцел не признава свалянето си и продължава да използва титлата римски крал. Продължава да ползва печата като римски крал до смъртта си.

## Управление (1400 – 1410)

### Неуспешен италиански поход (1401/02)
През пролетта на 1401 г. Рупрехт подготвя поход до Италия. Императорска Италия, за която не съществува централна форма на организация, вече се е отделила почти изцяло от кралското влияние в края на 13-ти и началото на 14 век. Хенри VII се опитва да интегрира по-силно икономически и финансово изключително важната част на империята, но това е предотвратено от ранната му смърт през 1313 г .; Лудвиг IV и Карл IV вече преследват много по-скромни цели. Намесата в сложната ситуация в Имперска Италия с различните политически участници е свързана с риска късносредновековните римско-германски крале да бъдат смазани между фракциите там. В същото време обаче мобилизирането на финансово силните общини за имперската политика е в интерес на римско-германската монархия. При успех Рупрехт също желае да придобие чест, репутация и престиж.
На 1 август 1401 г. са издадени някои документи, с които са уговорени процедури в случай, че Рупрехт не се върне жив от Италия. Синовете му трябва да признаят принципа на първородството. На 9 септември той назначава сина си Лудвиг за свой заместник в Kурфюрство Пфалц. Четири дни по-късно той го назначава и за императорски викарий за времето на пребиваването си в Рим, тъй като в такъв случай Рим е дестинация за коронацията на императора. Според традиционните идеи Рупрехт разбира императорския викариат (vacante imperio) като временна служба с ограничени, в никакъв случай равни правомощия. Това трябва да представлява Рупрехт като крал по време на отсъствието му в империята.
Рупрехт обаче не разполага с достатъчно собствени финансови ресурси за италианския поход, така че той зависи от кредити на горногерманския и флорентинския капитал. Поради това съвременниците му дават непочтителния прякор „Кондотиер от Флоренция“. Очакваните плащания обаче не се осъществяват или се забавят. Следователно част от императорската армия трябва да бъде освободена отново в Аугсбург през септември 1401 г. С останалата част от армията Рупрехт, придружен от съпругата си, прекосява Алпите и пристига в Тренто на 14 октомври 1401 г .
Флорентинците му обясняват, че няма да платят 65 000 дуката, докато кралят не изпълни договорните си задължения за войната срещу Милано. Милано е общ враг на Рупрехт и флорентинците. През 1395 година Венцел превръща бившия императорски викариат на Милано в херцогство за огромната сума от 100 000 флорина и го прехвърля на Джан Галеацо Висконти, противник на Флоренция. Този акт също представлява отчуждаване на императорска собственост, което е една от причините за низложението на Вацлав от избирателите на Рейн. Когато е избран за крал, Рупрехт обещава да предприеме действия срещу Висконти. Поражението от миланската армия край Бреша (22 ноември 1401 г.) обаче бързо показва разликата между финансово силните Висконти и Рупрехт. Важни съюзници като архиепископа на Кьолн Фридрих или Леополд Австрийски също напускат армията на Рупрехт. Отслабен, Рупрехт трябва да се оттегли в Падуа.
Венеция приема Рупрехт, но не му предлга никаква подкрепа и обявява „неутралитета си“. В средата на април 1402 г. Рупрехт решава да отстъпи към империята на север от Алпите. В крайна сметка Венеция му дава 4000 дуката за обратното пътуване. Неуспешният италиански ход е тежко бреме за по-нататъшното управление на Рупрехт. Вместо да бъде „Кондотиер на Флоренция“, сега той е подиграван от съвременниците като „празния джоб“. Според хрониката на Буркхард Цинк армията на Рупрехт се връща от Италия „с подигравка и срам“. Идеята за нов поход за Рим е преследвана от Рупрехт до 1406 г., но вече не може да бъде осъществена. Предстоящата смърт на Джан Галеацо Висконти на 3 септември 1402 г. също не донася предимство на Рупрехт. Регулаторната функция на римско-германските крале в Имперска Италия, също не може да се упражнява от Рупрехт.

## Смърт
Рупрехт умира на 18 май 1410 г. на 58-годишна възраст в замъка Ландскрон близо до Опенхайм на Рейн. Жена му умира година по-късно. Рупрехт е погребан два дни след смъртта си. Нито избирателите, нито важните имперски князе присъстват на погребението. Със синовете на краля и архиепископа на Хайделберг, присъстват само няколко висши сановници. Погребални церемонии се отбелязват в имперските градове Нюрнберг, Франкфурт и Ньордлинген. Погребението се състои в Хайделберг на 9 юни. Императорски князе не участват. Рупрехт е погребан във все още недовършената църква на Хайделбергт, основана от него. Съпругата му е погребана до него. Преди 1419 г. над кралската крипта е построен висок гроб. Покривната плоча е реставрирана няколко пъти. Разрушаването на града и плячкосването на почти всички електорски гробове в Хайделбергската църква „Свети Дух“ по време на войната за наследството на Пфалц става през 1693 г. На покривната плоча от светлосив пясъчник главите на кралската двойка почиват на възглавници и са представени с кралски разкош. Рупрехт носи скиптъра в дясната си ръка, императорското кълбо в лявата си и корона на главата си. Гробната плоча, която сега е в северния трансепт, първоначално е разположена като висок гроб в централна точка във високия хор.

## Деца
Рупрехт III и Елизабет от Хоенцолерн имат децата:
- Рупрехт Пипан, ербпринц на Пфалц (1375 – 1397) ∞ 1392 графиня Елизабет фон Спонхайм (1365 – 1417), вдовица на граф Енгелберт III фон Марк
- Маргарете от Пфалц (1376 – 1434) ∞ 1393 херцог Карл II от Лотарингия (1364 – 1431)
- Фридрих (1377 – 1401)
- Лудвиг III (1378 – 1436)пфалцграф и курфюрст на Пфалц; I. ∞ 1402 принцеса Бланка от Дом Ланкастър (1392 – 1409), дъщеря на крал Хенри IV от Англия; II. ∞ 1417 принцеса Мехтхилд (Матилде) от Савоя (1390 – 1438)
- Агнес фон Пфалц (1379 – 1401) ∞ 1400 граф Адолф II от Клеве и Марк (1373 – 1448)
- Елизабет фон Пфалц (1381 – 1409) ∞ 1407 херцог Фридрих IV от Тирол (1382 – 1439)
- Йохан фон Пфалц-Ноймаркт (1383 – 1443); I. ∞ 1407 принцеса Катарина от Померания (1390 – 1426); II. ∞ 1428 принцеса Беатрикс от Бавария-Мюнхен (1403 – 1447), вдовица на граф Херман III от Цили († 1426)
- Стефан фон Пфалц-Зимерн-Цвайбрюкен (1385 – 1459) ∞ 1410 графиня Анна от Велденц (1390 – 1439)
- Ото I (1390 – 1461) ∞ 1430 принцеса Йохана от Бавария-Ландсхут (1413 – 1444)